# Rascafría
Rascafría ist eine Gemeinde in der Comarca Sierra Norte in der Autonomen Gemeinschaft Madrid. Rascafría zählt 1.707 Einwohner (Stand: 2024), hat eine Fläche von 150 km² und liegt auf eine Höhe von 1200 msnm.

## Geographie

### Geographische Lage
Rascafría liegt am Südhang des Tals von Lozoya inmitten der Sierra de Guadarrama. Auf dem Gemeindegebiet liegt der höchste Berg der Sierra, der Peñalara. Das Tal wird vom Fluss Lozoya durchflossen. Durch den Ort fließt der Bach Artiñuello. Etwas südlich fließt der Bach von El Paular in den Fluss, der dem Kartäuserkloster Santa María del Paular den Namen gab.

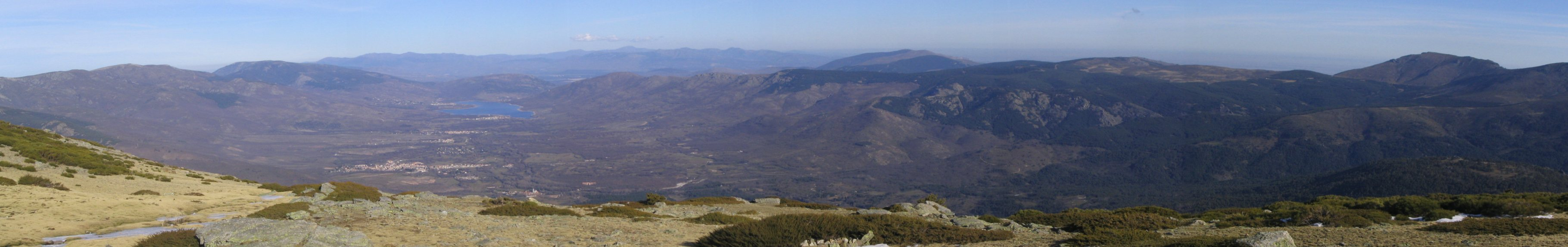
Das Lozoya-Tal mit Rascafría in der linken Hälfte und dem aufgestauten Lozoya-Fluss im Hintergrund. Links die Grenze zu Segovia, rechts über Miraflores der Großraum Madrid.

### Nachbargemeinden
- Nordosten: Alameda del Valle
- Osten: Canencia
- Südosten: Miraflores de la Sierra
- Süden: Soto del Real und Manzanares el Real
- Westen und Norden: Provinz Segovia in der Autonomen Gemeinschaft Kastilien und Leon

### Stadtgliederung
Der Ort gliedert sich in folgende Ortsteile, angefangen im Nordosten (Richtung Talausgang) nach Südwesten (Pass): Oteruele del Valle, Los Grifos, Rascafría (Hauptort), Santa María del Paular mit dem Kartäuserkloster und Puerto de Cotos (Cotos-Pass) mit dem Bahnhof Cotos.

### Klima
In den Höhenlagen der Sierra dominiert Gebirgsklima mit viel Schnee im Winter.
Siehe auch: Klima Spanien

## Bevölkerung

### Entwicklung
Von 2005 bis 2006 sank der Anteil der spanischen Staatsbürger von 89,21 % auf 76,27 %.

### Sprachen
Von den knapp 24 % ausländischer Wohnbevölkerung stammen knapp 10 % aus Süd- und Mittelamerika und gut 10 % aus Nicht-EU-Staaten Europas.

## Politik

### Gemeinderat
| Gemeindewahlen  | 1987 | 1991 | 1995 | 1999 | 2001 | 2007 |
| --------------- | ---- | ---- | ---- | ---- | ---- | ---- |
| Izquierda Unida | 0    | 0    | 0    | 0    | 0    | 0    |
| Partido Popular | 0    | 0    | 1    | 2    | 3    | 4    |
| PSOE            | 5    | 4    | 3    | 4    | 3    | 3    |
| andere          | 4    | 5    | 5    | 3    | 3    | 2    |
| total           | 9    | 9    | 9    | 9    | 9    | 9    |

## Kultur und Sehenswürdigkeiten

### Bauwerke

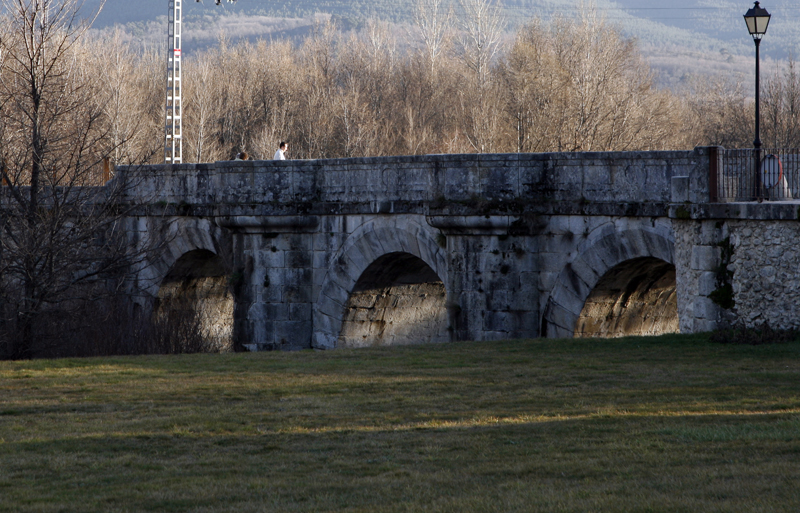
Puente del Perdón (Brücke der Vergebung)
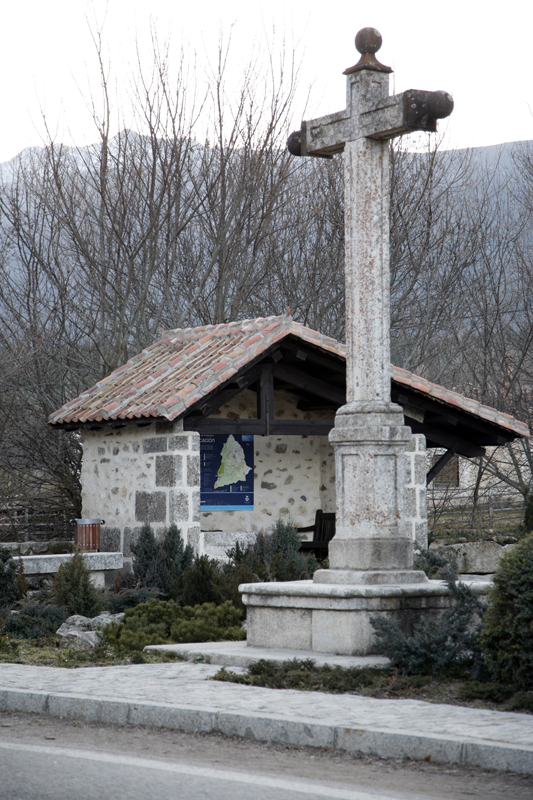
Kreuz im Kloster Santa María de El Paular
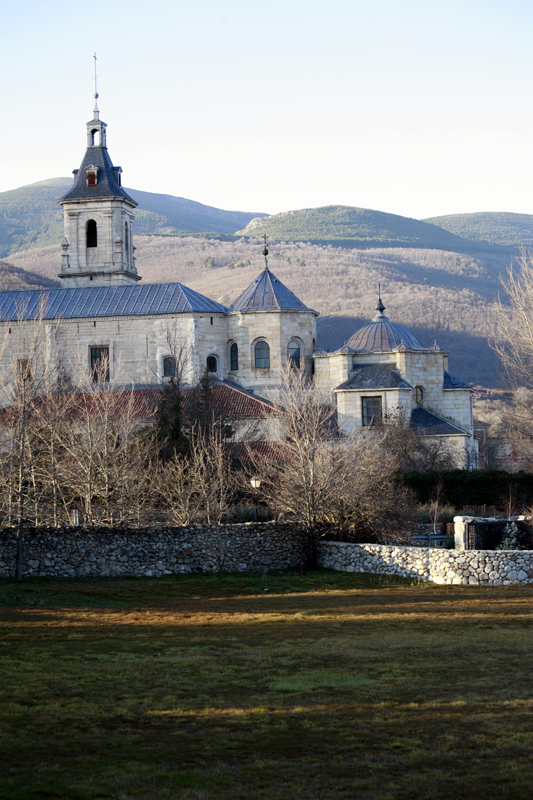
Kartäuserkloster Santa María de El Paular
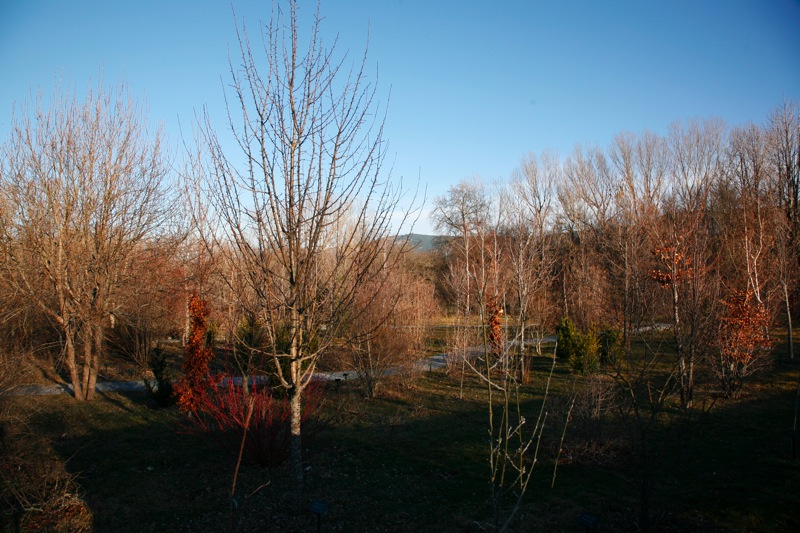
Arboretum

### Parks
Der Naturpark von Peñalara liegt auf dem Gemeindegebiet.

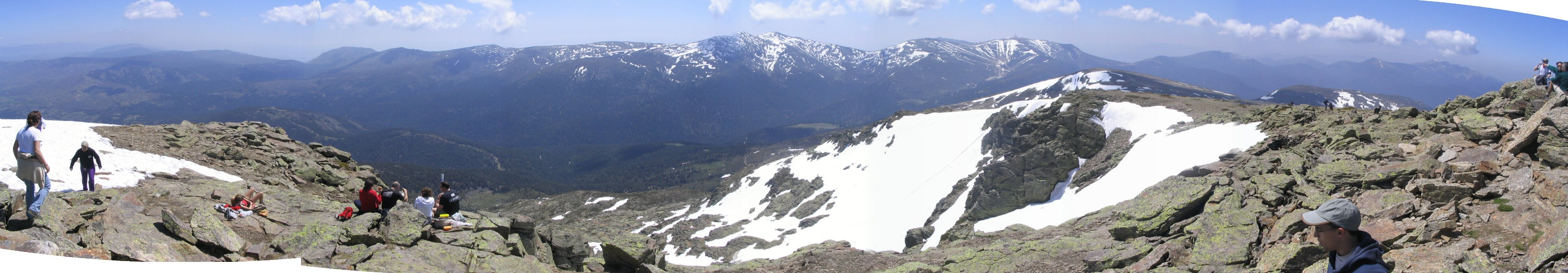
Panoramablick vom Gipfel des Berges Peñalara. Von Links nach rechts das Tal von Lozoya, die Cabezas de Hierro, der Maliciosa, der Bola del Mundo, der Navacerrada-Pass, Abantos, die Siete Picos und der Montón von Trigo

### Sport
In Rascafría gibt es ein kleineres Skigebiete Valdesqui in Puerto de Cotos.

### Regelmäßige Veranstaltungen
- Karneval
- 15. Mai San Isidoro. Prozession, Musik und Tanz.
- 13. Juni San Antonio. Prozession, Musik und Limonade.
- 15. August Virgen de Gracia y San Roque. Stiere, Musik und Tanz.
- 30. November San Andrés. Prozession, Schokolade und Mittagessen.

## Wirtschaft und Infrastruktur
Hauptwirtschaftszweig von Rascafría ist heute der Tourismus, sowohl Winter-, wie Sommerurlauber. Durch die große Nähe zu Madrid gibt es auch viele Tagestouristen. Neben zahlreichen Hotels gibt es auch eine Jugendherberge.

### Verkehr
Das Tal von Lozoya wird von der Landstraße M-604 erschlossen, die, von der Puerto de Cotos (Cotos-Pass) aus der Provinz Segovia im Südosten kommend, zum im Nordosten gelegenen Talausgang führt. Von dort (20 km östlich der Ortsmitte) verläuft die Autobahn A-1 (Burgos-Madrid) weiter nach Madrid (insgesamt 96,3 km).
Alternativ kann man über den Pass Puerto de Cotos und Cercedille nach Madrid fahren (81,8 km).
Die Autobuslinie 194 verbindet den Ort mit Madrid (Plaza Castilla).
Mit der Ferrocarril de Guadarrama (Zuglinien C-9 der Cercanías Madrid) von Los Cotos nach Cercedilla und von dort über die Zuglinie C-8b ist der Ort mit Madrid verbunden.